# Pierre-Louis-Emile Millous
Pierre-Louis-Emile Millous, francoski general, * 11. avgust 1881, † 27. januar 1966.